# Henry Pelham-Clinton (4e duc de Newcastle)
Henry Pelham Fiennes Pelham-Clinton, 4e duc de Newcastle-under-Lyne (31 janvier 1785 - 12 janvier 1851) est un noble et un homme politique britannique ayant joué un rôle de premier plan dans la politique britannique à la fin des années 1820 et au début des années 1830. Il est appelé Lord Clinton de sa naissance jusqu'en 1794 et comte de Lincoln entre 1794 et 1795.

## Jeunesse
Il est le fils aîné de Thomas Pelham-Clinton (3e duc de Newcastle), et de son épouse, Lady Anna Maria Stanhope, et fait ses études au Collège d'Eton. Son père meurt quand il a dix ans. En 1803, encouragé par la paix d'Amiens qui met fin aux hostilités avec la France, sa mère et son beau-père l'emmenent en tournée européenne. Malheureusement, la guerre éclate de nouveau et le jeune duc est arrêté à Tours en 1803, où il reste jusqu'en 1806.

## Début de carrière
À son retour en Angleterre en 1807, il entre dans la vie politique avec de nombreux avantages personnels et une fortune considérable. Il se marie à Lambeth, le 18 juillet 1807, avec une grande héritière, Georgiana Elizabeth, fille d'Edward Miller Mundy (1750-1822), de Shipley, dans le Derbyshire. Il est Lord Lieutenant du Nottinghamshire de 1809 à 1839 et est également intendant de Sherwood Forest et de Folewood Park. En 1812, il est fait chevalier de la jarretière.

## Opposition à l'émancipation catholique
Le 22 mars 1821, Newcastle publie une brochure sous forme d'une lettre à Lord Liverpool, protestant contre un projet de loi sur l'émancipation des catholiques. Newcastle fait valoir que si son gouvernement soutient l'émancipation, il ferait au pays une injustice pour deux raisons principales. Premièrement, l’attention de la nation est préoccupée par les problèmes intérieurs et peu intéressée par la question. Adopter l’émancipation est donc une trahison. Deuxièmement, le gouvernement ne peut pas rester neutre sur cette question, car si le projet de loi est adopté par le Parlement, le roi doit refuser la sanction royale, car il enfreindrait sa promesse, formulée dans le serment du couronnement, de respecter la constitution protestante. Si le roi le fait sans l'avis de ses ministres, ce serait inconstitutionnel, car il ne peut agir que sur l'avis de ses ministres. De ce fait, le gouvernement doit prendre position sur la question et cette position doit nécessairement s’opposer à l’émancipation.
Il n’occupe aucun poste national, mais il est extrêmement actif en politique. À partir de 1826 environ, il devient l'un des chefs de la faction dite " ultra-conservateur ", soutenant fermement l'établissement traditionnel de l'Église, du pays et de l'État. Il rejette toutefois l'étiquette de Tory.
Le 13 mars 1827, Newcastle dit à Lord Colchester qu'il souhaite former un groupe pour aider le roi à former un gouvernement opposé à l'émancipation avec l'aide de Lord Mansfield, Salisbury et Falmouth, et qu'il peut gagner le soutien d'environ 60 pairs. Le 24 mars, Newcastle a une audience avec le roi George IV sur la question de l’émancipation. Cependant, au début de la conversation, le roi interrompt Newcastle, "ce n’est que de temps en temps que je pouvais me laisser emporter par mes remarques et opinions". Newcastle déclare lui-même, avec d'autres pairs, souhaiter une administration "formée contre l'émancipation catholique et que si SM se faisait un plaisir de former une telle administration, il serait certain de son soutien et de son succès ". Le roi, cependant, déclare qu'un Premier ministre ne pourrait pas être nommé avant d'avoir la certitude que Lord Liverpool ne se remettrait pas de son accident vasculaire cérébral.
Nerwcastle répond en affirmant que ce délai ne peut qu'être bénéfique pour les politiciens pro-émancipation et que lui-même et d'autres pairs aideraient le roi dans son choix s'il choisissait des protestants, "non des protestants douteux, mais qui sont fermes et sans équivoque dans leurs opinions". Le roi répondit: "Pour que tu puisses compter sur toi". Lorsque Newcastle allait proposer la candidature de Lord Eldon au poste de Premier ministre, le roi l'en empêcha en disant qu'Eldon était persona non grata et suggère Wellington. Newcastle s'oppose à ce choix et souhaite que le roi fasse une déclaration plus forte en faveur d'un gouvernement opposé à l'émancipation. Le roi en est agacé et demande: "Que puis-je faire de plus?" Newcastle déclare que rien ne peut être mieux que sa déclaration et que s'il a la permission de faire connaître publiquement la déclaration du roi. Le roi ne permis pas cela, cependant.
Le 15 janvier 1828, Newcastle écrit à Lord Colchester qu'il souhaite "une administration protestante sensée et directe, dépourvue de tout charlatanisme et de toute absurdité mystérieuse". Le duc de Wellington sollicite l'appui de Newcastle pour son nouveau gouvernement. Lorsqu'il apprend qu'il ne possède pas la confiance de Newcastle (et ne reçut pas de réponse à sa première lettre), il lui écrit de nouveau le 31 janvier: "Rien ne peut être plus désagréable pour moi que les relations amicales entre Votre Grâce et le Gouvernement soient suspendues ". Newcastle a finalement répondu le 4 février, affirmant que son gouvernement n’a pas sa confiance.
Le 18 septembre 1828, Newcastle condamne le gouvernement pour "neutralité, conciliation et libéralité moderne". Wellington "est peut-être victime d'une erreur monstrueuse", mais il s'est prononcé en faveur du soulagement des dissidents et sa première session parlementaire fut "de loin la plus désastreuse qui soit à la mémoire de l'homme". Newcastle indique que les opposants à l'émancipation "doivent s'unir d'un bout à l'autre du pays dans les associations protestantes, et que le Parlement ne siège pas, ils doivent s'adresser à leur roi protestant". Ne pas le faire pourrait provoquer une punition de Dieu.
Newcastle conduit une foule à Windsor pour adresser au roi une pétition contre l'émancipation. Un Canningite contemporain l'a appelé "radical partout".
Quand en octobre 1829, Newcastle est critiqué pour avoir expulsé des locataires qui avaient voté contre ses candidats, il écrit de manière célèbre: "Est-il alors présumé que je ne dois pas faire ce que je veux avec les miens?". Il l'a répété dans les lords le 3 décembre 1830. En réponse à de nouvelles expulsions, le Times reproche à Newcastle d'avoir agi comme le français Charles X récemment destitué en abusant de son pouvoir et affirme que ses actions sont le meilleur argument en faveur de la réforme.

## Opposition à la Réforme électorale
Il est un opposant véhément à la réforme électorale. Cette position a mené à des attaques sur sa propriété au cours des rébellions réformistes de 1831. Le Château de Nottingham a été entièrement incendié et ses résidences à Clumber Park, dans le Nottinghamshire et à Portman Square, à Londres ont également dû être fortifiées contre la foule.

## Fin de carrière
En 1839, Newcastle s'oppose à la nomination à la magistrature de deux gentilshommes nommés par le gouvernement, mais dont il désapprouve  les principes politiques et religieux (en tant que dissidents). Il écrit une lettre très offensante au Lord Chancellor Charles Pepys et, refusant de la retirer, reçut le 4 mai une lettre de Russell l'informant que la reine n'avait plus besoin de son service en tant que Lord Lieutenant de Nottinghamshire.
Il meurt à Clumber Park, Nottinghamshire, le 12 janvier 1851, et est enterré à l'église All Saints à West Markham, le 21 janvier .

## Vie privée
Il épouse Georgiana Elizabeth, fille et héritière d'Edward Miller Mundy, en 1807. Ils ont huit fils et six filles :
- Anna Maria Pelham-Clinton (1808-1822)
- Georgiana Pelham-Clinton (1810-1874)
- Henry Pelham-Clinton (5e duc de Newcastle) (1811-1864)
- Charlotte Pelham-Clinton (1812-1886)
- Charles Pelham Pelham-Clinton (1813-1894), épousa Elizabeth Grant en 1848
- Thomas Charles Pelham-Clinton (1813-1882), marié à Marianne Gritton en 1843, séparé en 1865
- William Pelham-Clinton (1815-1850), décédé célibataire
- Edward Pelham-Clinton (1816-1842) est décédé des suites d'une maladie à bord du HMS Harlequin lors de la première guerre de l'opium
- John Pelham-Clinton (1817)
- Caroline Augusta Pelham-Clinton (1818-1898), épouse Cornwallis Ricketts, deuxième baronnet en 1852
- Henrietta Pelham-Clinton (1819-1890), épouse l'amiral Edwin Clayton D'Eyncourt en 1859
- Robert Renebald Pelham-Clinton (1820-1867), décédé célibataire
- une fille mort-née (1822), jumelle de
- George Pelham Clinton (1822), décédé 13 jours après la naissance

La duchesse de Newcastle-under-Lyne est décédée en 1822 lors de l'accouchement. En mémoire d'elle, le 4e duc construit une église et un mausolée à Milton, dans le Nottinghamshire. En 1833, lorsque la nouvelle église de Milton est achevée, elle devient l'église paroissiale, remplaçant l'ancienne à West Markham. Cette situation s'est toutefois inversée en 1949, lorsque All Saints, West Markham, est réintégrée en église paroissiale et que le mausolée du duc est laissé à l'abandon. L'église de Milton, qui n'est plus qu'un mausolée, est finalement sauvée en 1972 lorsque le Churches Conservation Trust la prend en charge.
Le 4e duc ne s'est jamais remarié et est décédé en janvier 1851, à l'âge de 65 ans. Son fils aîné Henry, qui est un homme politique de premier plan, lui succède.
Les papiers du 4e duc, notamment ses journaux personnels très détaillés pour la période 1822-1851, sont maintenant conservés dans des manuscrits et des collections spéciales de l'Université de Nottingham.

## Sources
- Michael Brock, La loi sur la grande réforme (Londres: Hutchinson, 1973).
- Charles Kidd et David Williamson (éd.), Debrett's Peerage and Baronetage (édition de 1990). New York: Presse de St Martin, 1990,
- GIT Machin, La question catholique dans la politique anglaise. 1820 à 1830 (Oxford: Clarendon, 1964).
- HCG Matthew, « Clinton, Henry Pelham Fiennes Pelham, quatrième duc de Newcastle under Lyme (1785–1851) », Dictionnaire de biographie nationale d' Oxford, Oxford University Press, 2004, consulté le 19 septembre 2011.